# گزه (تاجیکستان)
گزه (به لاتین: Gazza) یک منطقهٔ مسکونی در تاجیکستان است که در ولایت سغد واقع شده‌است. گزه ۲٬۳۲۸ متر بالاتر از سطح دریا واقع شده‌است.